# تي-جريس أتكينسون
تي-جريس أتكينسون (بالإنجليزية: Ti-Grace Atkinson)‏ (و. 1938 – م) هي كاتبة من الولايات المتحدة الأمريكية . ولدت في باتون روج، لويزيانا .